# Niki Mäenpää
Niki Mäenpää (Espoo, 23 de enero de 1985) es un futbolista finlandés que juega de portero en el Athens Kallithea F. C. de la Superliga de Grecia.

## Selección nacional
Ha sido internacional con la selección de fútbol de Finlandia en 27 ocasiones.

## Clubes
| Club                         | País         | Año       |
| ---------------------------- | ------------ | --------- |
| R. C. Lens                   | Francia      | 2003-2006 |
| Stormvogels Telstar (cedido) | Países Bajos | 2006      |
| F. C. Den Bosch              | Países Bajos | 2006-2009 |
| Willem II                    | Países Bajos | 2009-2011 |
| AZ Alkmaar                   | Países Bajos | 2011-2012 |
| VVV-Venlo                    | Países Bajos | 2012-2015 |
| Brighton & Hove Albion F. C. | Inglaterra   | 2015-2018 |
| Bristol City F. C.           | Inglaterra   | 2018-2020 |
| Stoke City F. C.             | Inglaterra   | 2020-2021 |
| Venezia F. C.                | Italia       | 2021-2023 |
| HJK Helsinki                 | Finlandia    | 2023      |
| HJK Helsinki                 | Finlandia    | 2024      |
| Athens Kallithea F. C.       | Grecia       | 2025-     |

## Palmarés

### Títulos nacionales
| Título        | Club         | País      | Año  |
| ------------- | ------------ | --------- | ---- |
| Veikkausliiga | HJK Helsinki | Finlandia | 2023 |